# Invasão dos Aliados Ocidentais da Alemanha

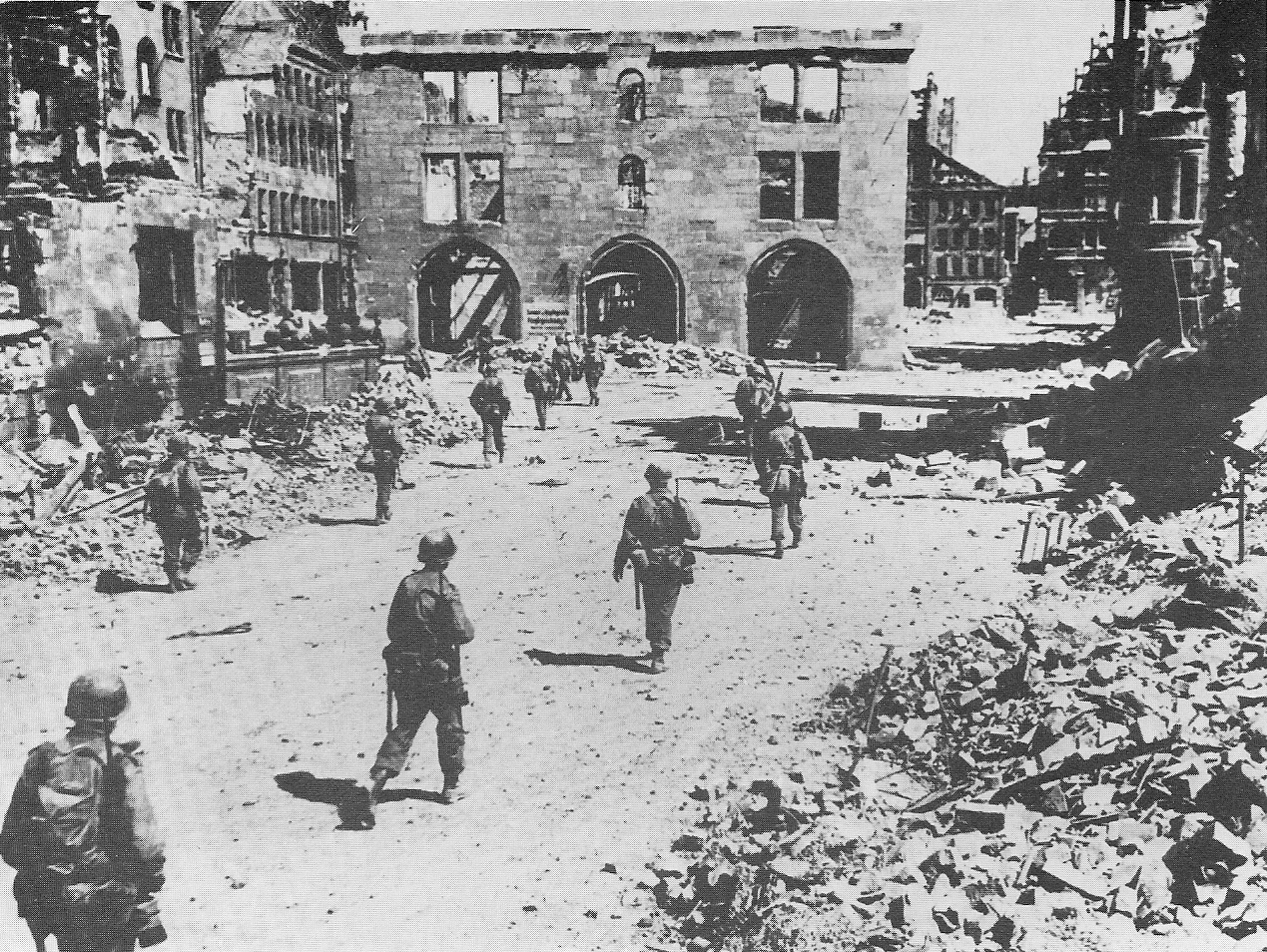
Soldados americanos da 3ª Divisão de Infantaria avançando pela cidade de Nürnberg, no sul da Alemanha, em abril de 1945.

A Invasão Aliada da Alemanha foi uma série de operações militares feitas pelos Aliados Ocidentais no Teatro Europeu durante a Segunda Guerra Mundial. Em preparação para a invasão da Alemanha pelas forças Aliadas, várias ofensivas foram feitas por tropas anglo-americanas para tomar pontos chaves nas duas margens do rio Reno. Os Aliados finalmente cruzaram o Reno e iniciaram sua invasão em larga escala da Alemanha em 22 de março de 1945, avançando de forma rápida pelo oeste do território alemão, do Báltico no norte até a Áustria no sul e seu avanço só parou em 8 de maio do mesmo ano, quando os alemães se renderam.
No começo de 1945, a situação dos Aliados na Europa Ocidental era muito boa. Na Frente Oeste, as forças Aliadas já estavam lutando em solo alemão, conduzindo operações militares contra a Linha Siegfried desde a Batalha de Aachen e a Batalha da Floresta de Hürtgen, travadas ao fim de 1944 e janeiro de 1945, que empurraram os alemães de volta para suas posições anteriores a Batalha das Ardenas. Naquele ponto, o exército alemão estava desgastado e havia utilizado suas últimas reservas de homens e máquinas na luta, deixando as defesas ocidentais muito enfraquecidas, facilitando o trabalho dos Aliados. Os alemães sofreram também muitas perdas na luta na região da Renânia, deixando unidades quebradas do exército para defender a margem leste do rio Reno. Em 7 de março de 1945, os Aliados haviam tomado a última ponte que cruzava o Reno na altura de Remagen e haviam estabelecido uma grande cabeça de praia na margem oriental do rio. Durante as Operações Lumberjack, Plunder e Undertone, em março de 1945, as perdas alemãs contabilizaram mais 400 000 homens, com pelo menos 280 000 outros sendo feitos prisioneiros.
Em coordenação com o Alto-Comando Aliado, os soviéticos, na Frente Oriental, e seu Exército Vermelho haviam, simultaneamente aos ataques no Oeste, lançado uma grande ofensiva para libertar a Polônia e em fevereiro de 1945 já estavam lutando na banda leste da Alemanha, começando, em abril, seu ataque direto contra a região de Berlim. Os rápidos e avassaladores avanços das forças soviéticas no leste, ao final de 1944, tomando a Romênia, a Hungria e depois a Tchecoslováquia, forçou os alemães a transportarem do oeste muitas tropas (incluindo algumas de suas melhores divisões) para lutar contra os soviéticos no leste e, embora tenham conseguido deter temporariamente a investida do exército vermelho na Linha Oder-Neisse, no começo de 1945, as defesas na Europa Ocidental foram parcialmente esvaziadas, limitando as opções militares de Adolf Hitler e seus generais para tentar manter o Reno guarnecido. Assim, quando os Aliados Ocidentais atacaram, as defesas alemãs no oeste, embora tenham lutado ferozmente, estavam lutando uma batalha perdida. Quando as forças Aliadas estavam no coração da Alemanha, em 8 de maio, as notícias chegaram que o governo nazista em Berlim havia se rendido após o suicídio de Hitler, encerrando a guerra na Europa.